# Häckeberga-Skoggård
Häckeberga-Skoggård är ett naturreservat i Lunds kommun i Skåne län.
Området är naturskyddat sedan 2008 och är 324 hektar stort. Reservatet består av gammal bokskog omkring Häckeberga slott och Häckebergasjön.